# Luka Snoj
Luka Snoj (nascido em 16 de março de 1990) é um pioneiro do basquetebol 3x3 e autor do primeiro livro sobre o basquetebol 3x3. Luka é formado em direito.

## Carreira profissional
Luka começou a jogar basquete 3x3 em 2010 e já participou de mais de 500 partidas de basquete 3x3. Ele é o primeiro jogador europeu a jogar na primeira liga profissional de basquete 3x3 do mundo. Ele tem sido continuamente classificado entre os 50 melhores jogadores de basquete 3x3 do mundo no FIBA 3x3 World Individual Ranking. Sua classificação mais alta na carreira foi não. 27 em 2015. 

## Depois da aposentadoria
Após sua aposentadoria como jogador profissional debasquetebol 3x3 em 2020, ele começou a educar jogadores, técnicos e outras pessoas internacionalmente sobre a disciplina do basquete que ainda era desconhecida para muitos. Como tal, seu trabalho literário e profissional ajudou a desenvolver o jogo de basquete 3x3 antes mesmo que o basquete 3x3 ganhasse reconhecimento mundial e estreasse nas Jogos Olímpicos de Verão de 2020. As descobertas de Luka sobre como os dados do jogo de jogadores e equipes de basquete 3x3 diferem estatisticamente dos basquete 5v5 foram inovadoras e importantes para pesquisas e análises futuras em ambas as disciplinas de basquete. Ele também é conhecido por sua análise de dados avançada, sua teoria única do basquete 3x3 e outros trabalhos publicados no campo do basquete 3x3.

## Trabalhos notáveis
Seu livro 3x3 Basketball: Everything you need to know é o primeiro internacional livro a cobrir vários aspectos do basquete 3x3. Nele, ele apresenta detalhadamente as diferenças entre o basquete tradicional e o 3x3 e descreve as táticas fundamentais e a estrutura do jogo, a teoria, a terminologia, bem como os princípios para um jogo bem-sucedido. Ele também detalha a história do basquete 3x3 - por que e como ele foi formado, bem como como o esporte evoluiu ao longo dos anos. Ele também detalha a história do basquetebol 3x3 - por que e como foi formado, bem como como o esporte evoluiu ao longo dos anos. Ele também descreve o sistema de competição, incluindo como as regras mudaram e quais equipes foram bem-sucedidas na última década. Snoj também tece entrevistas contemporâneas com jogadores importantes como Dušan Bulut - GOAT (quatro vezes campeão mundial) no basquete 3x3 - para completar a narrativa sobre um esporte cuja popularidade só vai continuar a crescer. Finalmente, Snoj fornece análises estatísticas e analíticas do esporte. Os dados históricos e estatísticos usados no livro foram obtidos da FIBA 3x3 e não eram conhecidos do público antes. Após obter os dados estatísticos do jogo, Snoj realizou uma análise estatística dos melhores times de basquete 3x3 do mundo, esclareceu por que os times 3x3 vencem ou perdem, apresentou os hábitos e características dos jogadores de basquete 3x3 no jogo e, finalmente, comparou a eficiência do 3x3 equipes com equipes da NBA para apresentar como as duas disciplinas diferem.